# Narrillos del Rebollar
Narrillos del Rebollar ist ein Ort und eine zentralspanische Gemeinde (municipio) mit 34 Einwohnern (Stand: 2024) in der Provinz Ávila in der Autonomen Region Kastilien-León. Neben dem namensgebenden Hauptort Narrillos del Rebollar gehört die Ortschaft Benitos zur Gemeinde.

## Lage
Narrillos del Rebollar befindet sich in den nördlichen Ausläufern der Sierra de Gredos gut 20 Kilometer westlich von Ávila in einer Höhe von 1380 m. Das Klima im Winter ist kühl, im Sommer dagegen trotz der Höhenlage durchaus warm; der Regen fällt – mit Ausnahme der nahezu regenlosen Sommermonate – verteilt übers ganze Jahr.

## Bevölkerungsentwicklung
| Jahr      | 1970 | 1981 | 1991 | 2001 | 2011 | 2021 |
| Einwohner | 238  | 100  | 96   | 72   | 62   | 38   |

## Sehenswürdigkeiten

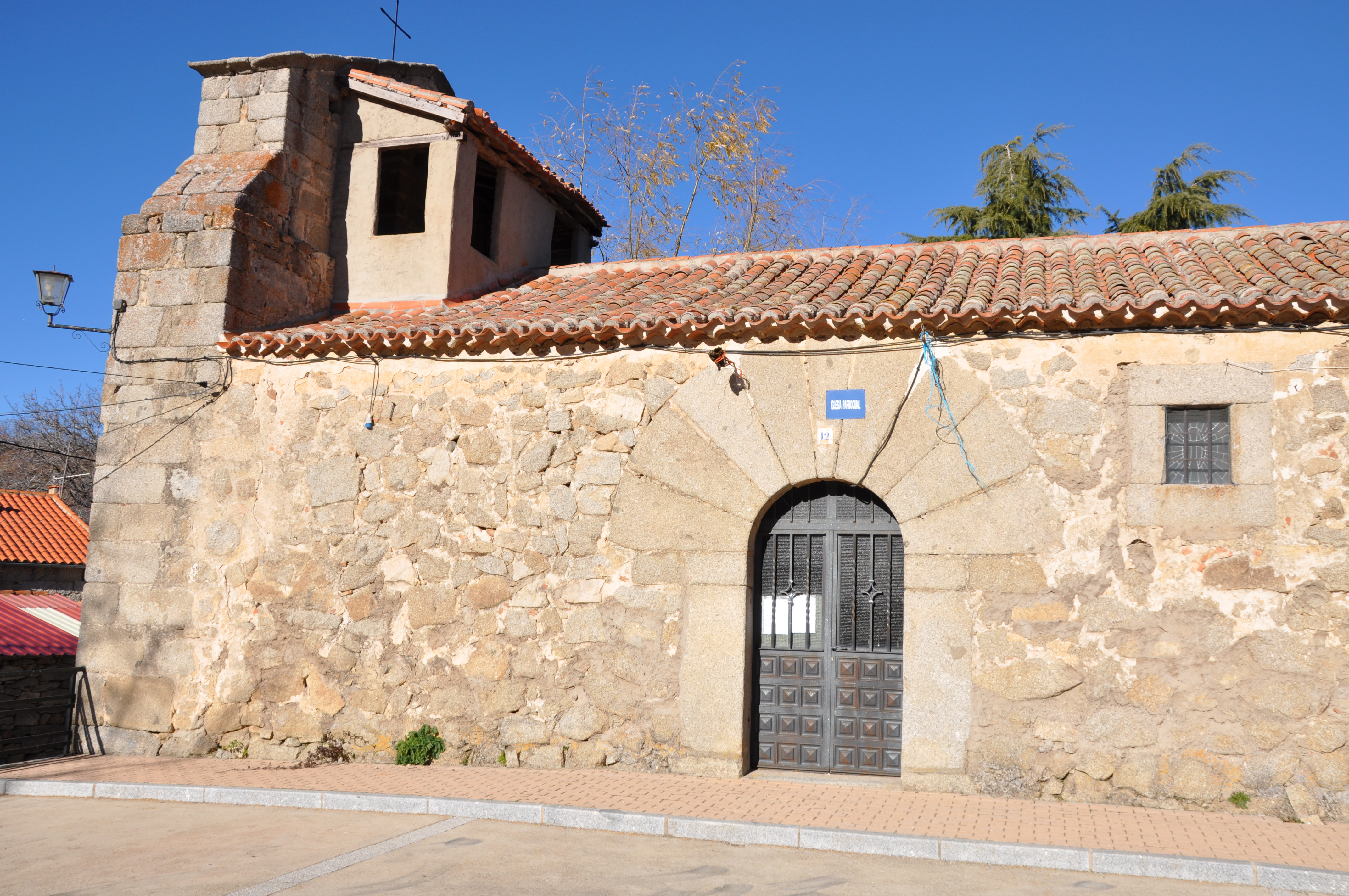
Dominikuskirche

- Dominikuskirche